# 赣东学院
赣东学院是中华人民共和国的一所全日制本科公办普通高等学校，位于江西省抚州市临川区。
2002年，东华理工大学长江学院（独立学院）成立。2021年1月25日，转设为赣东学院。